# غوادالوبي (إكستريمادورا)
بلدية وادي لُبّ أو وادي اللُّبّ (بالإسبانية: Guadalupe)‏، هي بلدية تقع في مقاطعة قصرش والتي تقع في منطقة إكستريمادورا، غرب إسبانيا. يأتي اسم المدينة من التعبير وادي لوب (لوب اسم إسباني قديم).
يبلغ عدد سكانها 2.325 نسمة وفقاً لإحصائية سنة (2002).

## أعلام
- غريغوريو لوبيز
- أنخيل روبيو